# Jared Schmidt
Jared Schmidt, né le 18 avril 1997, est un skieur acrobatique Canadien spécialisé dans le skicross. 

## Palmarès

### Coupe du monde
- 6 podiums dont 3 victoires.

| Saison / Épreuve | Skicross                   |
| ---------------- | -------------------------- |
| 2023-2024        | Val Thorens Arosa Innichen |